# Ce? Unde? Când?
Ce? Unde? Când? (în rusă Что? Где? Когда?, transliterat: Cito? Gde? Kogda?, pronunțat în rusă Șto? Gde? Kogda?) este un joc intelectual de televiziune rusesc, bine-cunoscut în țările fostei URSS. Jocul reprezintă o emisiune-concurs în care o echipă de șase jucători caută răspunsuri la întrebările puse de telespectatori, timp de un minut, prin metoda brainstorming. Pentru fiecare răspuns corect echipa primește un punct, iar în cazul unui răspuns incorect, punctul îl primește echipa telespectatorilor. Câștigă echipa care prima acumulează șase puncte. Jocul a fost creat de Vladimir Voroșilov, redactor fiind Natalia Stețenko. Prima emisiune a fost difuzată pe 4 septembrie 1975. În prezent emisiunea este produsă pentru televiziune de compania TV Igra, cu difuzare live pe postul central de televiziune Pervîi Kanal, în reluare emisiunile fiind difuzate și pe alte canale.